# Terreinscheur
Een terreinscheur is een afkalving van de bodem op een helling in het terrein, ontstaan door erosie en meestal begroeid met struikgewas.
Voor de infanterie zijn terreinscheuren zeer interessant als dekking tegen vijandelijk geschut. Als bescherming tegen vijandelijk vuur vermeldt het Belgisch leger tijdens de opleiding van infanteristen, naast terreinscheuren, ook kleine terreingolvingen, holle wegen, rivierbeddingen, militaire of topografische kammen. In de toponymie krijgen begroeide terreinscheuren dikwijls namen als Groengracht, zoals in Goetsenhoven bij Tienen en Hélécine.